# 汉地

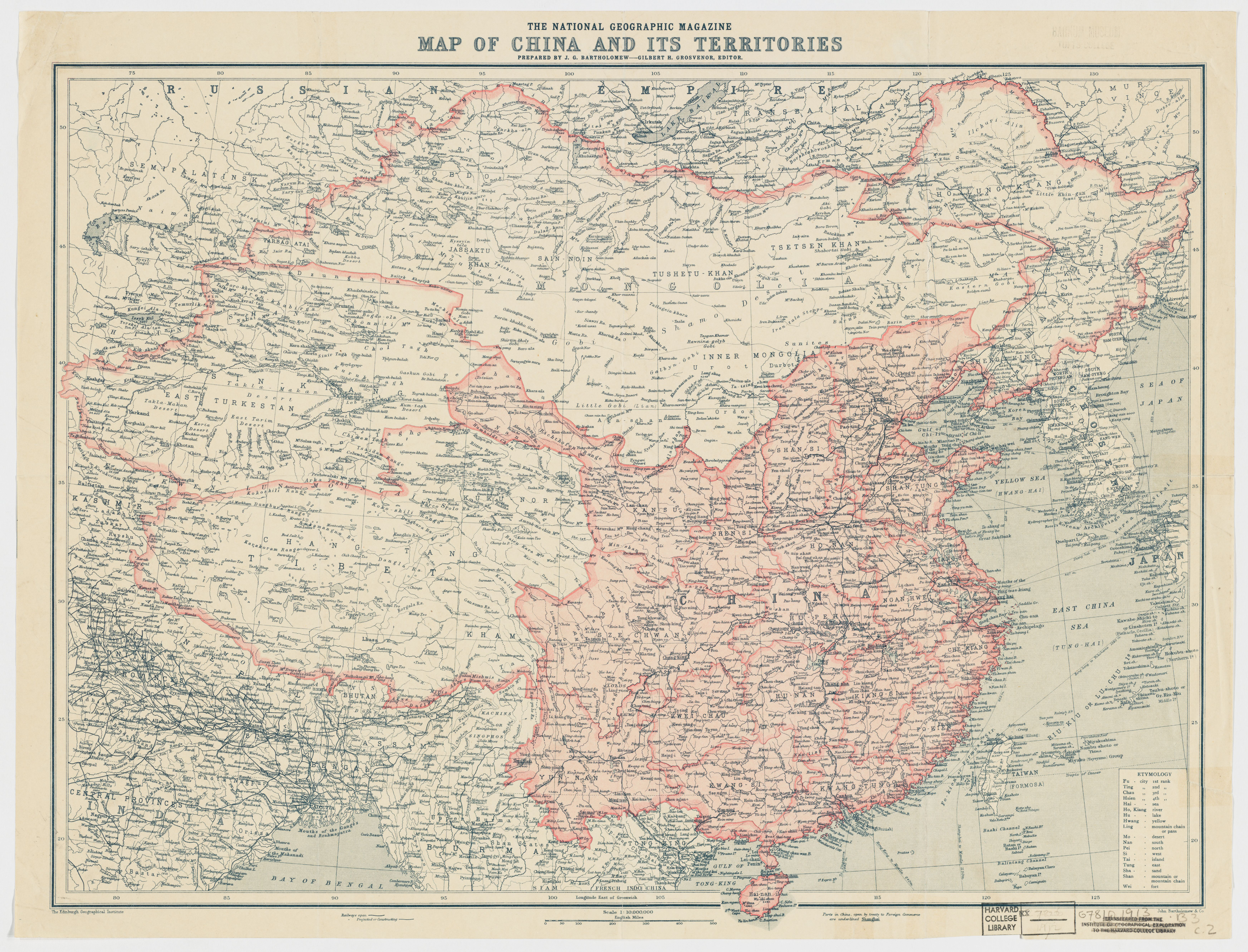
来自《国家地理》的1912年中国及其领土地图，包括中华民国的不同地区。漢地的範圍被漆上粉红色。

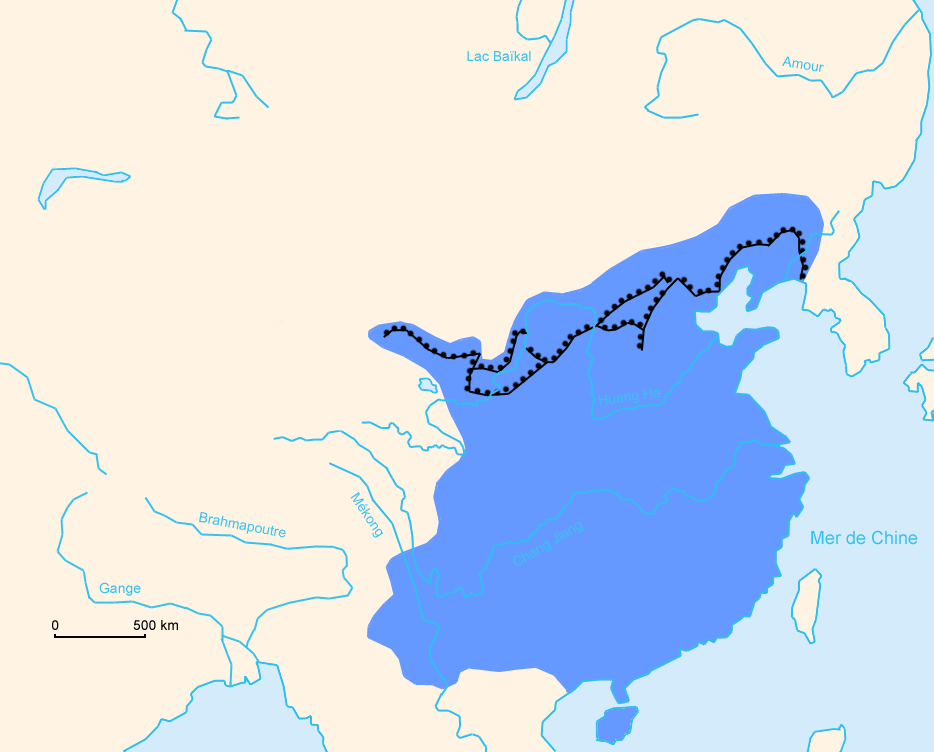
明长城与明朝兩京十三省範圍（圖中藍色範圍），藍色範圍即是古代漢族地區，圖中沒有列出奴儿干都司及西藏範圍。清朝割出遼東後，餘下地區即關内十八省。

漢地是指中國漢族傳統聚居地，最初指漢朝的領土，其後演變為中國古代以來由漢族占人口多数地區的簡稱，與中國境內其他少數民族聚居地（例如清代的藩部）相區別。五岳五鎮四瀆都分布在古代漢族地區境內。因古代漢族原居於「九州」，與漢地的指涉範圍相近，兩者又合稱為漢地九州。漢地與清代及民国初年的內地十八省的含义相近。漢地除了是漢族對本民族原住地區的稱呼外，也是非漢族群對漢族原住地區的稱呼，而非漢族群的主要聚居地區是在九州之外。又名漢境、漢疆。
西方學術界則常將漢地稱為「中國本部」（英語：China proper；或譯為中國本土），用以區別中國疆域內的漢族傳統暨優勢地區與非漢族優勢地區。由於該詞帶有損害中國領土完整的可能性，在20世紀後漸被漢語圈及中文學術界棄用。

## 称呼

### 汉地
漢地最早僅指漢朝的領土，後來演變為漢族聚居地的统稱，也是漢族原住民地區的簡稱，與其他主要非漢族群的聚居地相區別。
歷代典籍中已有“漢地”用例，二十六史及《資治通鑒》、《續資治通鑒》中提及此詞一百余處，《全唐詩》提及此詞十九次。漢地又有漢境、漢疆等別稱。
學術界常使用此詞，并常與“藏区（或吐蕃、西藏）”、“蒙古”、“回部（西域、回紇、回鶻、新疆、畏吾爾等）”等地并稱。如：《西藏史话》（陳慶英等著，鷺江出版社）中第95页引近人贵香巴所著《西藏简史》说：“藏王都松芒波杰时，西藏有了笛子，并从汉地得到茶叶”，第132页又有“之后，他（八思巴）担任堪布，为汉地，西夏，蒙古，高丽，纳西，畏吾尔等地的比丘、比丘尼等总计4000多人授戒......”。《劍橋中國史－遼夏金元卷》中譯本序言中亦提及“CHINA……一會兒指中國，一會兒指漢地……”。目前，至少在中國學術界，“漢地”已取代“十八省”或“中國本部”成為常用詞彙。許倬雲著的《我者與他者: 中國歷史上的內外分際》：「滿清帝國的統治機制可分為第一層的兩個部份, 蒙藏與漢地，前者又分為蒙古與西藏，後者則有滿、漢八旗與一般臣民。”
藏文「རྒྱ་ནག」可以譯為汉地，指藏地以東的中國。
當代學界也常用此詞，如：
- 佛寺：从印度到南亚和汉地的演变（國學網）
- 汉地佛教（中國佛教信息網）
- 藏传佛教与汉地佛教初传时期的再比较[永久]

### 中國本部

#### 英文文獻

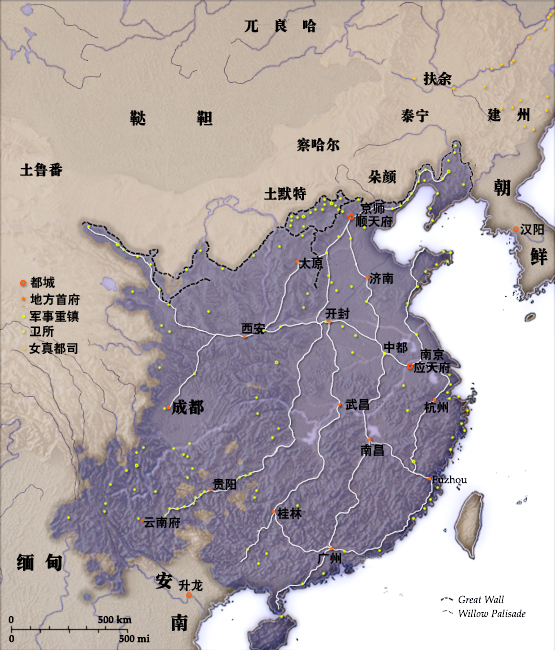
1580年明朝兩京十三省，不包黑龍江及西藏等地

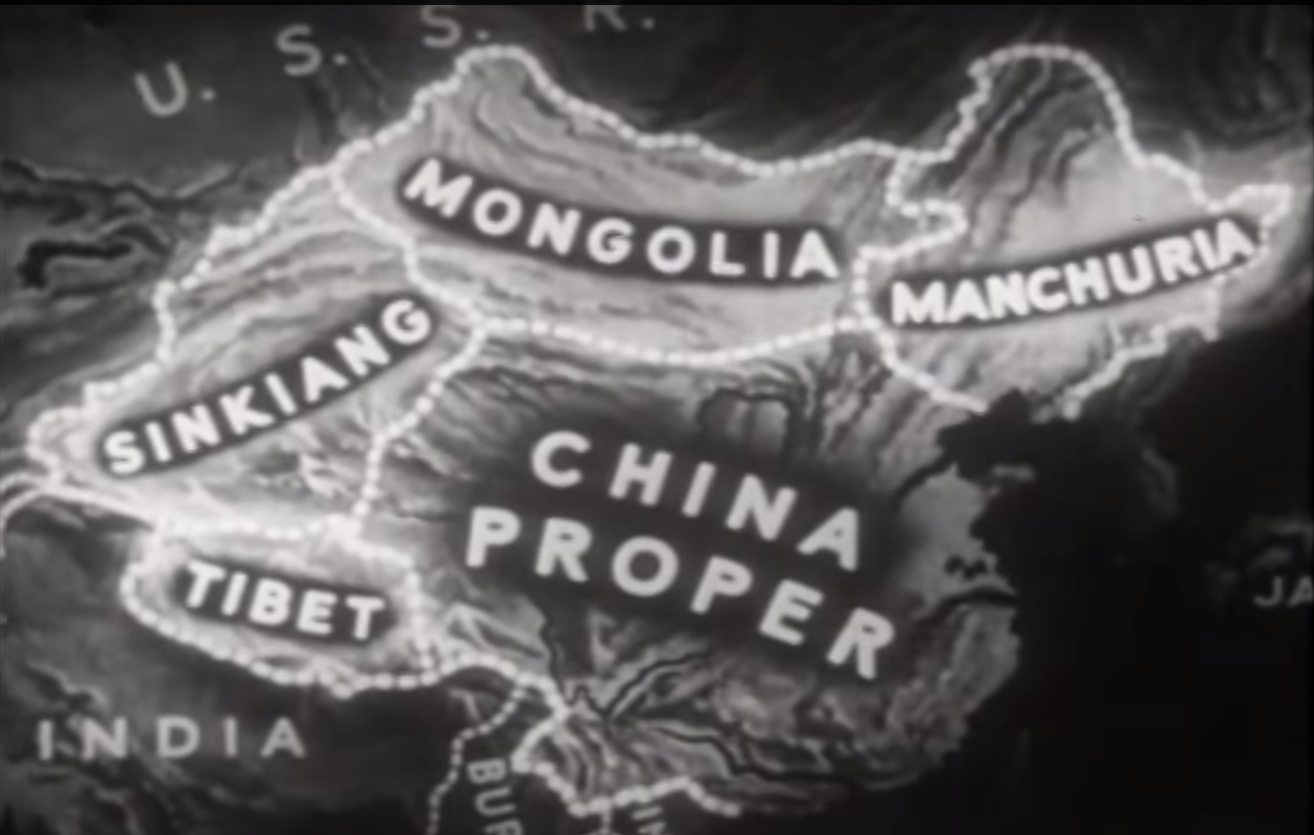
1944年美军战时宣传片《我们为何而战：中国之抗战》中的中國地圖。該圖將中華民國法定領土分为中国本部（漢地）、满洲、蒙古、新疆、西藏等五大區塊。

英文中的原是对歷史上中國漢族傳統地區的稱呼，通譯中國本部，也有譯中国本土。一般是指明長城以南的漢族聚居區，并不包括蒙古、西藏、新疆以及被滿族人统治的清朝所劃出的东三省（又称滿洲）等地域。到民國初年，也時常包括內滿洲。近現代以來，由於「中華民族」概念範圍的擴大，中華民國及中華人民共和國的發展，「中國本部」一詞因不包含中国的其它疆域，基于国家主权，同時受到抵制。在現代英語中這一用法有所減少；而中文已少使用。

英文「China Proper」的字面意思，是「嚴格、純粹、本質、自身意義上的中國」。根據美國的中國專家何漢理（Harry Harding, 1946-）的研究，該詞早於1827年即有使用。但英國人威廉·溫特博特姆（William Winterbotham, 1763-1829）在1795年介紹清帝國統治下之中國（the Chinese Empire，中華帝國）的書中，已經提出了「China Proper」（現代才由某些人翻譯為「中國本部」）的概念。在第二章「中華帝國概述」（General Description of the Chinese Empire）的起始，他說：
|  | In attempting a general description of this vast empire, we shall pursue the following arrangement. 1. China Proper—2. Chinese Tartary—3. The States tributary to China. （為試圖對這個龐大帝國做一概括描述，應進行下列解構：一、「中國本部」；二、「中屬韃靼」；三、「中國的冊封屬國」。） |

溫特博特姆將明朝之十五行省的疆域歸入中國本部概念（China Proper）作介紹；而西伯利亞、滿洲（東北）、蒙古、東韃靼（含今日之新疆、阿富汗、北巴基斯坦等）等地歸入中屬韃靼（Chinese Tartary）作介紹。中國的冊封屬國（States Tributary to China）則包括西藏、朝鮮、琉球、安南（越南）、暹羅（泰國）、呂宋（菲律賓）等。
而清朝「漢地一十八行省」作為滿族中央集權統治漢族地方的政治架構，早就已經存在的。（「行省」來自於「行中書省」，即行動或外駐的中央機要官署，是承襲女真族金朝與蒙古族元朝的體制，為漢族明朝與滿族清朝所沿用。）

#### 中文文獻
就目前已知的文獻，清代中西交流大幅擴展之前，「中國本部」這一英譯詞彙未在中國通用。清末由商務印書館发行的《中国通览》一书將“中国域内”（指清朝領土）划分为本部、属部两大部，前者使用“中国本部”一词称之，后者（即中国属部）则包括满洲（东三省）、蒙古（内外蒙古）、伊犁（新疆）及西藏属部；同时期由文明书局出版的《中学中国历史教科书》也将清末中国疆域划分为本部十八省、东三省、新疆、蒙古、西藏五大地区。而晚清官員、學者屠寄所著并于清宣统二年（1910年）经清朝学部审定发行的《中国地理教科书》的“中国总论”一节中则将这五大地区分别称为内地（京畿及十八省）、关东（三省）、西域（新疆省）、北藩（内外蒙古）、西藩（青海西藏）。
革命黨人與共產黨人均有使用過「中國本部」一詞，如鄒容《革命軍》第四章「革命必剖清人種」、《實業計畫》、中共二大達成的大會宣言與「關于『國際帝國主義與中國和中國共產黨』的決議案」等文章。
1930年代專注邊疆史的期刊《禹贡》就有文章說打箭爐是「为我国本部与西藏国防上的天然障壁，军事上极重要之区也。其在交通上与国防上的重要，远过于盘踞在本部与满洲间的热河山地」。

## 地理範圍

### 漢代至明代
漢族地區東起鴨綠江下游，包括遼東及燕云十六州在內，北緣接壤戈壁沙漠，漢地以戈壁沙漠—燕山山脈為與蒙古草原地區接壤的邊界；北起從燕山山脈，經中原一帶直至珠三角地區；從東部沿海至今日的山西省地區；位於西邊的陝西、四川省地區則組成漢族地區的西部，與藏地東部的安多、康接壤。漢地面積大於藏扯，其內部可分為豫、荊、冀、青、兗、徐、揚、梁、雍等九個分區。

### 清代至民國

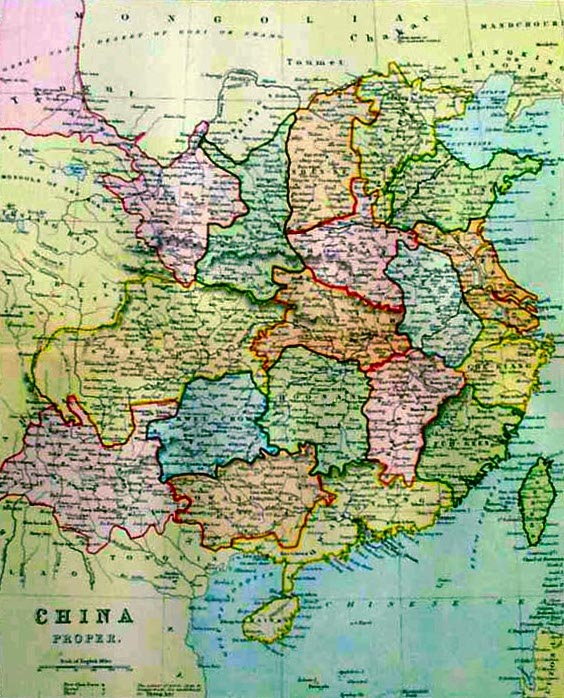
1875年清朝内地十八省

清朝建立後，为保护满族固有习俗和本民族利益而禁止或限制汉族人在柳条边外（東北地區）活动，北鎮所在的今遼寧省（清末属奉天省）被割出漢地，并禁止及限制漢族移民進入，而其餘漢族地區則組成漢地十八省，或称關内十八省、内地十八省，一般指的是原明朝统治区內的漢族地區（大約為明長城以南地區），漢地十八省与其它地区的界限主要是明长城、柳條邊。
随着清朝國勢日衰，加上各種天災人禍如丁戊奇荒、太平天國等，內地十八省民生陷入困頓，越来越多的汉族人基于生计而向十八省外的地区移民，因此出現如「闯关东」、「走西口」、「下南洋」的現象。於是東三省、內蒙古、南洋群島、中南半島等地的汉族人口增加，特別是在接鄰十八省的遼寧省以及內蒙古南部等曾經的漢族地區，重新恢復了漢族人口的移入，形成今日東北全區以漢族為多數的族群人口组成。
清朝末年進行了行政体制改革，在東北地區、新疆等原十八省外的将军辖区增設省縣，前者改称东三省，其中的奉天省是先秦時期漢族先民建立燕國及傳統居住之範圍。
辛亥革命爆发并建立中华民国後，行省制已在全国普遍推广。

### 現代
| 省區名 | 省區名 | 省區名 |
| ------ | ------ | ------ |
| 北京   | 天津   | 河北   |
| 山西   | 遼寧   | 山東   |
| 江蘇   | 上海   | 安徽   |
| 浙江   | 福建   | 江西   |
| 湖北   | 湖南   | 廣東   |
| 海南   | 廣西   | 貴州   |
| 雲南   | 四川   | 重慶   |
| 陝西   | 河南   | 甘肅   |
| 寧夏   | 吉林   | 黑龍江 |

## 人囗
據中华人民共和国第七次全国人口普查，由二十七個省區組成的漢族地區人口數據。
| 地区     | 地区总人口    | 地区汉族总人口 | 汉族人口占该地区总人口比重(%) |
| -------- | ------------- | -------------- | ----------------------------- |
| 汉族地区 | 1,350,305,167 | 1,251,153,850  | 92.66                         |
| 北京     | 21,893,095    | 20,845,166     | 95.21                         |
| 天津     | 13,866,009    | 13,422,528     | 96.80                         |
| 河北     | 74,610,235    | 71,389,092     | 95.68                         |
| 山西     | 34,915,616    | 34,793,761     | 99.65                         |
| 辽宁     | 42,591,407    | 36,169,617     | 84.92                         |
| 吉林     | 24,073,453    | 21,985,839     | 91.33                         |
| 黑龙江   | 31,850,088    | 30,728,612     | 96.48                         |
| 上海     | 24,870,895    | 24,471,085     | 98.39                         |
| 江苏     | 84,748,016    | 84,126,802     | 99.27                         |
| 浙江     | 64,567,588    | 62,349,874     | 96.57                         |
| 安徽     | 61,027,171    | 60,594,623     | 99.29                         |
| 福建     | 41,540,086    | 40,418,616     | 97.30                         |
| 江西     | 45,188,635    | 44,969,369     | 99.51                         |
| 山东     | 101,527,453   | 100,622,494    | 99.11                         |
| 河南     | 99,365,519    | 98,210,038     | 98.84                         |
| 湖北     | 57,752,557    | 54,981,458     | 95.20                         |
| 湖南     | 66,444,864    | 59,759,648     | 89.94                         |
| 广东     | 126,012,510   | 121,260,372    | 96.23                         |
| 广西     | 50,126,804    | 31,318,824     | 62.48                         |
| 海南     | 10,081,232    | 8,498,241      | 84.30                         |
| 重庆     | 32,054,159    | 29,883,369     | 93.23                         |
| 四川     | 83,674,866    | 77,986,638     | 93.20                         |
| 贵州     | 38,562,148    | 24,511,882     | 63.56                         |
| 云南     | 47,209,277    | 31,573,245     | 66.88                         |
| 陕西     | 39,528,999    | 39,306,255     | 99.44                         |
| 甘肃     | 25,019,831    | 22,363,438     | 89.38                         |
| 宁夏     | 7,202,654     | 4,612,964      | 64.05                         |

## 自然環境
主要河流
| 河流名稱 | 別稱 | 在漢地境內的幹流     |
| -------- | ---- | -------------------- |
| 黃河     | 西瀆 | 上游部分、中游、下游 |
| 長江     | 南瀆 | 上游部分、中游、下游 |
| 淮河     | 東瀆 | 全部                 |
| 济水     | 北瀆 | 全部                 |
| 珠江     |      | 全部                 |
| 閩江     |      | 全部                 |
| 钱塘江   |      | 全部                 |
| 海河     |      | 上游部分、中游、下游 |
| 遼河     |      | 中游、下游           |

主要山脈
| 山名     | 別稱 | 備注                                   |
| -------- | ---- | -------------------------------------- |
| 泰山     | 東岳 |                                        |
| 沂山     | 東鎮 |                                        |
| 衡山     | 南岳 |                                        |
| 會稽山   | 南鎮 |                                        |
| 華山     | 西岳 |                                        |
| 吳山     | 西鎮 |                                        |
| 恆山     | 北岳 |                                        |
| 医巫闾山 | 北鎮 |                                        |
| 嵩山     | 中岳 |                                        |
| 霍山     | 中鎮 |                                        |
| 秦嶺     |      |                                        |
| 怀玉山   |      |                                        |
| 天柱山   |      | 在漢代至隋代間，天柱山取代衡山成為南岳 |
| 崑嵛山   |      |                                        |

主要平原
- 华北平原
- 长江三角洲
- 皖中平原
- 鄱阳湖平原
- 两湖平原
- 渭河平原
- 福州平原
- 興化平原
- 泉州平原
- 漳州平原
- 珠江三角洲
- 辽河平原
- 潮汕平原
- 成都平原

主要高原
- 黃土高原
- 云贵高原

主要島嶼
- 海南島
- 長江口以北的漢地島嶼
- 浙江岛屿
- 福建岛屿
- 萬山群島
- 川山群岛
- 馬祖列島
- 金門列島

主要湖泊
- 鄱陽湖
- 洞庭湖
- 太湖
- 巢湖
- 洪泽湖
- 微山湖